# Chris Morris
Chris Morris, właśc. Christopher Barry Morris (ur. 24 grudnia 1963 w Newquay) – piłkarz irlandzki grający na pozycji prawego obrońcy.

## Kariera klubowa
Karierę piłkarską Morris rozpoczął w angielskim Sheffield Wednesday. W 1982 roku podpisał profesjonalny kontrakt z tym klubem, a w sezonie 1983/1984 zadebiutował w rozgrywkach Division Two. Na koniec sezonu awansował z Sheffield do Division One. W klubie tym spędził łącznie cztery sezony i w tym okresie rozegrał 74 ligowe mecze, w których zdobył jedną bramkę.
10 sierpnia 1987 roku Morris przeszedł za 125 tysięcy funtów do szkockiego Celtiku Glasgow. W Scottish Premier League zadebiutował 8 sierpnia 1987 w wygranym 4:0 wyjazdowym spotkaniu z Greenock Morton F.C. Od czasu debiutu był podstawowym graczem Celtiku. W 1988 roku wywalczył z nim swoje pierwsze i jedyne mistrzostwo Szkocji. W tym samym roku, a także w 1989 roku, zdobył Puchar Szkocji. Zawodnikiem Celtiku Irlandczyk był przez 5 sezonów. Jego dorobek to 158 meczów, w których strzelił 8 bramek.
14 sierpnia 1992 roku Morris zmienił klub i został piłkarzem Middlesbrough F.C. W barwach „Boro” swoje pierwsze spotkanie rozegrał 15 sierpnia 1992 przeciwko Coventry City (1:2). W 1993 roku spadł z Middlesbrough do Division One i w tej lidze grał przez dwa lata. W latach 1995–1997 ponownie występował w rozgrywkach Premier League. Karierę piłkarską zakończył pod koniec sezonu 1996/1997 z powodu kontuzji więzadła krzyżowego przedniego.
| Sezon   | Klub                | Kraj    | Rozgrywki      | Mecze | Bramki |
| ------- | ------------------- | ------- | -------------- | ----- | ------ |
| 1983/84 | Sheffield Wednesday | Anglia  | Division Two   | 13    | 1      |
| 1984/85 | Sheffield Wednesday | Anglia  | Division One   | 14    | 0      |
| 1985/86 | Sheffield Wednesday | Anglia  | Division One   | 30    | 0      |
| 1986/87 | Sheffield Wednesday | Anglia  | Division One   | 17    | 0      |
| 1987/88 | Celtic F.C.         | Szkocja | Premier League | 44    | 3      |
| 1988/89 | Celtic F.C.         | Szkocja | Premier League | 33    | 4      |
| 1989/90 | Celtic F.C.         | Szkocja | Premier League | 32    | 1      |
| 1990/91 | Celtic F.C.         | Szkocja | Premier League | 18    | 0      |
| 1991/92 | Celtic F.C.         | Szkocja | Premier League | 32    | 1      |
| 1992/93 | Celtic F.C.         | Szkocja | Premier League | 3     | 0      |
| 1992/93 | Middlesbrough F.C.  | Anglia  | Premier League | 25    | 1      |
| 1993/94 | Middlesbrough F.C.  | Anglia  | Division One   | 15    | 0      |
| 1994/95 | Middlesbrough F.C.  | Anglia  | Division One   | 15    | 0      |
| 1995/96 | Middlesbrough F.C.  | Anglia  | Premier League | 23    | 2      |
| 1996/97 | Middlesbrough F.C.  | Anglia  | Premier League | 4     | 0      |

## Kariera reprezentacyjna
Pomimo że Morris urodził się w Anglii, to reprezentował barwy Irlandii. W reprezentacji zadebiutował 10 listopada 1987 roku w wygranym 5:0 towarzyskim spotkaniu z Izraelem. W 1988 roku został powołany przez selekcjonera Jacka Charltona do kadry na Euro 88. Tam był podstawowym zawodnikiem swojej drużyny i wystąpił w 3 meczach: z Anglią (1:0), ze Związkiem Radzieckim (1:1) oraz z Holandią (0:1). W 1990 roku grał w pierwszym składzie Irlandii na Mistrzostwach Świata we Włoszech. Tam zaliczył 5 występów: z Anglią (1:1), z Egiptem (0:0), z Holandią (1:1), w 1/8 finału z Rumunią (0:0, karne 5:4) i w ćwierćfinale z Włochami (0:1). Od 1987 do 1992 roku rozegrał w kadrze narodowej 35 meczów.